# Grenoble Foot 38
Grenoble Foot 38 es un club de fútbol francés, de la ciudad de Grenoble en Ródano-Alpes. Fue fundado en 1911 y juega en la Ligue 2, la segunda división francesa.

## Historia

### Orígenes
Fundada en 1911, el club es menor que la reanudación de la 32 ª final de la Copa de Francia en 1926, su única arma es durante el período 1911-1942 en Grenoble es discreto en términos de resultados. En 1942, se unió a la profesional pero se disolvió al año siguiente por las reformas Pascot coronel. En 1945, la sección pro reanuda sus actividades, pero la falta de fondos, la experiencia es corta: solo dura un año. Por último cinco años después, en 1951, el club vuelve a la empresa gracias a la voluntad de su presidente Peter Behr.

### La Liga 1
Después de diez años en el liga 2, dirigido por el dúo Albert y Louis Fornetti Desgranges, la caída de rojo y azul el título de campeón de la liga 2 y el acceso por primera vez en su historia a la D1. Sin embargo, su primera temporada en la máxima categoría fue un fracaso porque el club de nuevo abajo en el final de la temporada, terminando 17 º en la clasificación. En el último día del campeonato, Grenoble todavía podía creer en una continuación, pero su movimiento está marcada por Valenciennes polémica derrota por 1-0, el Valenciennes propósito concedido Lubiato no válida, el balón se pasa a través del lateral de la red antes de entrar en la jaula, lo cual fue confirmado jugadores Valenciennes.
Al año siguiente, en 1962, liga 1 Grenoble volver inmediatamente al ganar por segunda vez el campeonato de liga 2, pero una vez más, el club no puede permanecer allí, terminando de nuevo en el puesto 17, sinónimo de descenso.
A pesar de tener en su plantilla de jugadores con cualidades conocidas como internacional Volver François (Francia), Rubén Bravo (Argentina), Lars Erikson (Suecia), Leongino unzains (Paraguay) o espera Piatek (internacional junior) y Rouxel (Universidad Internacional), el Grenoble club no puede encontrar la élite. En 1971, el club pierde su condición de profesional después de un descenso a liga 3 y se cae de la División de honor (D4) el año siguiente.
En 1997, la voluntad política, la ciudad de Grenoble apoya el club de fútbol y decidió fusionar los Juegos Olímpicos de Grenoble (OGI) y Norcap Grenoble (otro club amateur de la ciudad) para convertirse en el Grenoble Foot 38. Después de unos años entre Nacional (D3) y Nacional 2 (D4), el club se unió a la Ligue 2, en 2001, un año después de la obtención del estatuto, bajo la dirección de Alain Michel.

### Redención d'Index Corporation
En noviembre de 2004, el club, parte regular de la segunda tabla es llevado por la Corporación Índice multinacional japonesa se convierte en el accionista mayoritario (51% del capital social) mediante la compra de acciones de la ciudad de Grenoble. La compañía cierra la brecha del club y Kazutoshi Watanabe es nombrado presidente de GF38. La nueva dirección está llevando a cabo importantes cambios internos para poner de relieve un aspecto de "Nippon". Esto fue realizado por la llegada de los japoneses Masashi Oguro internacional 2006 avant primeros partidos de la Copa del Mundo que jugó con Japón, que dejó después de seis meses en Grenoble para irse al Torino FC al final de la competición. Al mismo tiempo, un proyecto sigue adelante con la construcción de un nuevo espacio deportivo en lugar de Charles etapa Berty en el parque Pablo Mistral. Le stade des Alpes, con una capacidad de 20.068 asientos, finalmente se construyó y abrió 15 de febrero de 2008 contra el Clermont Foot (2-0) 2, GF38 abandona el escenario en el que Lesdiguières cambiado desde finales de los años 1990. En los deportes, el GF38 alcanzó el 5 º lugar en la Liga 2 en 2007. El nuevo estadio permite a sus líderes para mostrar sus ambiciones: un aumento de la Ligue 1 adquirió 12 de mayo de 2008 contra el LB Châteauroux (0-0). El GF38 a los 28 días fue de 12 puntos por detrás de Troyes y en solo 10 días de retraso que han vuelto a tomar los mismos seis puntos de ventaja es que ningún club había un ascenso exitoso en la historia Liga 2.

### Dos años en liga 1
El GF38 encuentra la élite de la temporada 2008-2009 que comienza bien para el Isère, ya que, después de 2 días y tantas victorias, Grenoble es el líder del campeonato en Marsella y Lyon. El club terminó 13 º en el mantenimiento de sí mismo durante toda la temporada a más de 10 puntos de la zona de descenso.
La temporada 2009-2010 comienza, sin embargo desastroso, con 11 derrotas en 11 partidos, y hasta 12 derrotas en 12 días, la derrota ante el Le Mans en el 10 º día fue un partido aplazado. El GF 38 iguales, entonces el triste récord de derrotas consecutivas durante dos años en poder de Estrasburgo. A pesar de algunos buenos partidos, incluyendo un 5-0 infligido a Auxerre en el Stade des Alpes en febrero y 4-0 ante el Paris Saint-Germain 27 de abril de 2010, el club es oficialmente relegado a la Ligue 2 tras la derrota de cuatro goles a 0 en Toulouse 10 de abril de 2010. El GF 38 terminó la temporada con 25 pérdidas por solo cinco victorias y ocho empates. Ellos han anotado 31 goles en 61 por cambio de cheques.

### La caída esperada
La temporada 2010-2011 el club es tan desastrosa como la anterior. De hecho, el día 20, el GF38 es el último en la liga y en peligro de descenso a Nacional, es decir, el tercer nivel de francés. Gran dificultad en la tregua con un déficit proyectado de 3,8 millones y 1,2 millones de la deuda en enero de 2011, el club quedó en peligro de quiebra. El 13 de mayo de 2011, el Grenoble Foot 38 se vio relegado al Championnat National, ya que no puede ir a la zona segura de FC Metz, matemáticamente el descenso primero no con 10 puntos de ventaja con dos partidos por jugar en el campeonato. GF38, sino también los riesgos de descenso administrativo CFA2 materializado 4 de julio de 2011. Al día siguiente, los archivos del club en quiebra ante el tribunal de Comercio de Grenoble8.Todos los jugadores profesionales del club quedaron libres en el mercado de fichajes, ya que el club no tenía un estatuto profesional. Reliquia de su apogeo, el nuevo Stade des Alpes es el último recuerdo de GF38 profesional.

### La renovación CFA2
El GF 38 se reinicia después de CFA 2, después de la liquidación de la estructura ocupacional. Ahora, un equipo amateur, Olivier Saragaglia fue llamado a dirigir el primer equipo y construir una fuerza de trabajo en menos de dos semanas. A pesar de esta preparación truncada, el club tuvo un buen comienzo de la temporada, impulsado por un gran apoyo popular para ese nivel (más de 2000 espectadores en los partidos en casa por primera vez en la stade des Alpes). Grenoble ganó el ascenso de Championnat de France Amateur 2 en el primer intento en 2012, y fue campeón del Championnat de France Amateur 2016-17, regresando a Championnat National para la temporada 2017-18.
Finalmente, aseguraron su segundo ascenso consecutivo a la Ligue 2 el 27 de mayo de 2018, después de una victoria global en el play-off sobre Bourg-en-Bresse.

### Diferentes nombres del equipo
- Football Club de Grenoble 1911-1977
- Football Club Association Sportive de Grenoble 1977-1984
- Football Club de Grenoble Dauphine 1984-1990
- Football Club de Grenoble Isère 1990-1992
- Football Club de Grenoble Jojo Isère 1992-1993
- Olympique Grenoble Isère 1993-1997
- Grenoble Foot 38 1997-actualmente

## Palmarés
- Ligue 2: 2

1960, 1962
- Championnat National: 1

2001
- CFA: 1

2017

## Uniforme
- Uniforme titular: Camiseta, pantalón y medias azules.
- Uniforme titular: Camiseta, pantalón y medias blancas.

## Estadio
Stade des Alpes, con capacidad para 20.000 personas, ext. 28.000 p.

## Jugadores

### Jugadores destacados
| - Laurent Batlles - Laurent Courtois - Gaël Danic - Youri Djorkaeff - Laurent David - Julien François - Biagui Kamissoko - Sandy Paillot - Steven Pelé - Martial Robin - Grégory Wimbée - Jérémy Stinat - Yoric Ravet - Olivier Giroud - Florian Thauvin | - Ruben Aguilar - Nassim Akrour - Sofiane Feghouli - Saphir Taïder - Rubén Bravo - Sergio Rojas - Gustavo Poyet - Bertin Tokéné - Franck Bambock - Zdeněk Nehoda - Franck Dja Djédjé - Milivoje Vitakić - Robert Malm - Alaixys Romao - Moussa Djitté |